# Dmitri Venevitinov

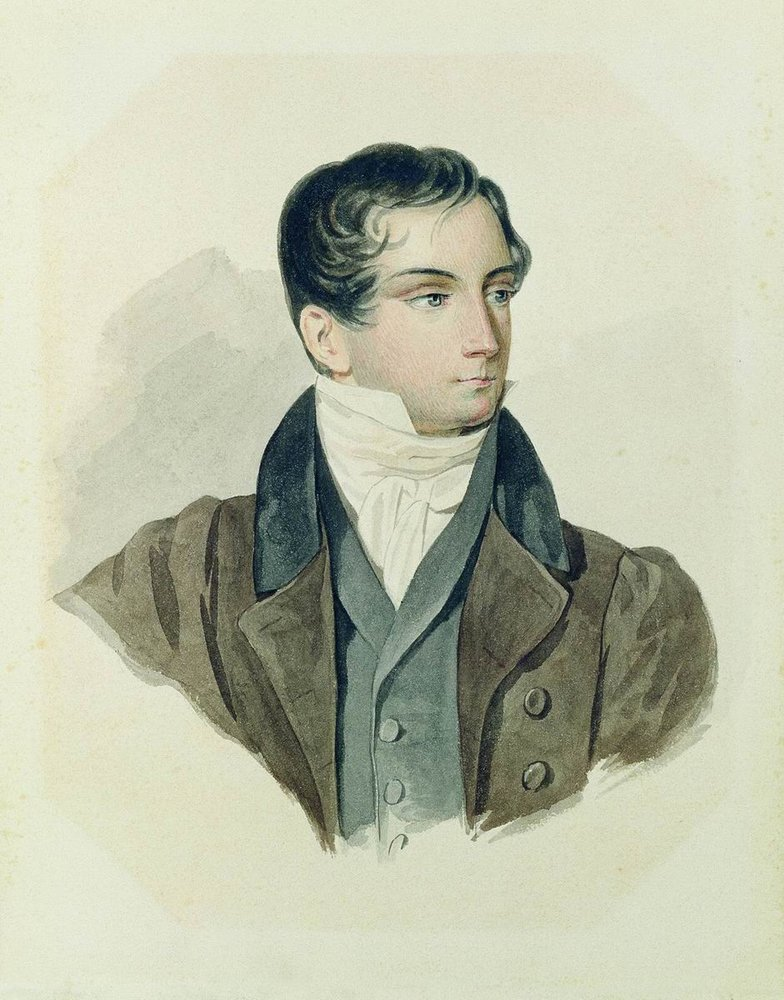
Dmitri Venevitinov, 1827

Dmitri Vladimirovitsj Venevitinov (Russisch: Дмитрий Владимирович Веневитинов) (Moskou, 26 september 1805 – Moskou, 27 maart 1827) was een Russisch schrijver en dichter uit de romantische school.

## Leven en werk
Venevitinov stamde uit een oude adellijke familie, werd buitengewoon veelzijdig opgevoed en toonde zich behalve als dichter begaafd in muziek en schilderkunst. Hij studeerde aan de Universiteit van Moskou en kwam daar in contact met kringen rondom Vladimir Odojevski. Hij raakte er bevriend met Poesjkin, kwam sterk onder invloed te staan van de romantische idealen en maakte er kennis met het werk van Duitse metafysische dichters als Goethe en Schelling.
Venevitinovs liet een veertigtal gedichten na van ongewone rijpheid. Veel van zijn poëzie wordt getypeerd door een sterk filosofisch-meditatieve inslag, maar hij schreef ook liefdeslyriek, met een strak rijmritme en een heldere dictie. Venevitinov kwam al op 21-jarige leeftijd te overlijden, mogelijk ten gevolge van zelfmoord. Dichters en critici uit zijn tijd betreurden zijn dood als het verlies van een van de grootste talenten van de Russische literatuur, ‘een in de knop gebroken talent’.

## Het offer(fragment)
Met je verraderlijke streken

Kun je mijn hart voor korte duur

Doen branden in verterend vuur, 

Mijn rode wangen doen verbleken

Mijn rust, luchthartigheid en vreugd

Verjagen, evenals mijn jeugd, 

Maar liefde, hoop en inspiratie, 

Die weiger ik je af te staan! 

Mijn goede genius bewaakt ze,

Ze zijn niet meer van mij voortaan.

(vertaling Anne Stoffel)